# Норьега, Адела
Аде́ла Ама́лия Норье́га Ме́ндес (исп. Adela Amalia Noriega Méndez, род. 24 октября 1969 в Мехико) — мексиканская актриса.

## Биография
Первое появление на телевидение в начале 1984 года в главной роли в музыкальном клипе Lucía Méndez - Corazón de Fresa. И в том же году, чуть позже в клипе Luis Miguel - Palabra De Hono. Стала известна благодаря главной роли в сериалах «Сладкий вызов» (1988), «Гваделупе» (1993). В обоих сериалах она играла в паре с Эдуардо Яньесом, с которым имела романтические отношения. Сериал «Источник» (2001) принёс первое звание «Лучшая Актриса» (по версии премий TVyNovelas и Sol de Oro). В сериале «Истинная любовь» (2003) актриса играла в паре с известным мексиканским актёром Фернандо Колунгой, за работу в этом сериале оба были удостоены звания «Лучшая актриса» и «Лучший актер» соответственно (по версии премий TVyNovelas и Sol de Oro). В сериале «Огонь в крови» (2008) Адела вновь играла в паре с Эдуардо Яньесом и была номинирована на «Лучшая актриса», но не выиграла.

## Фильмография
| Год       | Название                | Роль                             | Примечания   |
| --------- | ----------------------- | -------------------------------- | ------------ |
| 1984—1987 | ¡¡Cachún cachún ra ra!! | Адела                            |              |
| 1984      | Принцесса               | Aлина                            |              |
| 1985      | Хуана Ирис              | Ромина                           |              |
| 1985      | Еще одна суббота        | Лючи́я                            |              |
| 1986      | Есения (II)             | Есения                           |              |
| 1987      | Пятнадцатилетняя        | Марикруз Фернандес Саркосер      |              |
| 1988      | Сладкий вызов           | Лусеро Сандоваль                 |              |
| 1993      | Гваделупе               | Гваделупе Сантос                 | Telemundo    |
| 1995      | Мария Бонита            | Мария "Мария Бонита" Рейносо     | RTI Colombia |
| 1997      | Мария Исабель           | Мария Исабель Санчес             |              |
| 1998      | Привилегия любить       | Кристина Mиранда                 |              |
| 2001      | Источник                | Альфонсина Вальдес Риверо        |              |
| 2003      | Истинная любовь         | Матильда Пеньальберт и Бериштайн |              |
| 2005      | Супруга-девственница    | Вирхиния Алфаро                  |              |
| 2008      | Огонь в крови           | София Элизондо Асеведо           |              |